# Barkindad skriktrast
Barkindad skriktrast (Turdoides gymnogenys) är en fågel i familjen fnittertrastar inom ordningen tättingar.

## Utseende
Barkindad skriktrast är en udda skriktrast i svart, brunt och vitt. Noterbart är fläcken med bar hud på kinden som gett arten dess namn och den bruna fläcken på halsen. Den delar det svartvita mönstret med svartvit skriktrast, men skiljs lätt genom brun rygg, den rostfärgade halsen och bara kindfläcken.

## Utbredning och systematik
Fågeln förekommer i sydvästra Angola och nordvästra Namibia. Den delas in i två underarter med följande utbredning:
- Turdoides gymnogenys gymnogenys – sydvästra Angola
- Turdoides gymnogenys kaokensis – nordvästra Namibia

## Levnadssätt
Barkindad skriktrast hittas mycket lokalt i torr savann, framför allt i tätare områden med mopane utmed vattendrag. Den ses alltid i grupper med ett antal individer, ofta ljudliga i kör. 

## Status och hot
Arten har ett stort utbredningsområde, men tros minska i antal, dock inte tillräckligt kraftigt för att den ska betraktas som hotad. Internationella naturvårdsunionen IUCN listar arten som livskraftig (LC).